# 櫻花大戰特殊名詞
櫻花大戰特殊名詞收錄了日本遊戲《櫻花大戰系列》和動畫版《櫻花大戰》中出現的特殊名詞。

## 降魔
「降魔」是「降臨的魔界力量」而非「降服妖魔」之意。
有關於降魔的源頭最早可以追溯到十六世紀日本戰國時代。當時的關東霸主－伊豆國田方領主北條氏綱 為找到一種能使他稱霸日本的力量，秘密地在其領地大和 的主城聖魔城內指揮108位陰陽師進行降魔實驗。這種實驗正如其名所示，是一種“讓魔降臨”的實驗。氏綱為了達到目的而不惜嘗試一切手段，甚至不惜施行“解放魔界力量的儀式”的放神之儀。並且在城內秘密研發了兵器靈子櫓， 透過其積蓄了大量的能量，企圖達成他支配日本的目的。然而降魔實驗失敗了，靈子櫓爆走，造成了可怕的後果──聖魔城及其四週的土地連同居住在上面的居民都被魔界污染。為了避免事態擴大到不可收拾的地步，北條氏綱和裏御三家聯手，動用了5000名咒術師並借助魔神器的力量將大和割離日本，連同土地內的數萬居民一起沉進大海封印，形成了現在的江戶川（東京灣），並用河川淨化之法 來保持封印的完全。施行了此淨化之法之後北條氏綱謎一樣地失蹤了。這段歷史被後來的當權者所掩蓋，其在少數留有記載的文書中被稱之為黑歷史(黑暗的歷史或被抹殺的歷史)。
然而……即使是再強大的封印也無法平息大和內被無辜犧牲的數萬名居民的怨念，在大和本身的魔力的影響下孕育生出了一種可怕的生物，降魔。從此，日本就一直就沒有擺脫過大和犧牲者怨念的詛咒。
降魔就是這些大和居民的怨念與魔界力量結合的幻之生物，並且是那大和犧牲者的怨念與魔力融合而成的實體化形態。
1536年（天文四年），在武藏國附近的一個小村落裡首次確認了降魔出現，此後各地漸有降魔出沒的消息。但因為那時降魔活動的規模和範圍很小，目擊者也極少有幸存，再加上統治者的刻意封鎖，降魔一直只被人們當成一種普通的幻想中的魔物罷了。數十年後，已是德川家臣的蘆名天海發現了降魔存在的這一事實，並試圖用咒術來控制降魔為己所用。
1600年（慶長五年），在決定未來日本的所屬的關原之戰中天海首次將降魔投入實戰，此舉令德川軍在戰鬥中佔據了上風。
了解到降魔之力的可怕的天海，為了德川幕府的統治穩定著想，提出了江戶（東京）的靈力的防衛對策──在江戶鬼門所在地的上野開始建設屬於天海的關東天台宗(近代宗教的一種) 總山寬永寺，用以鎮護鬼門。同時建立江戶五色不動，在江戶的各神社和寺廟內都注入宗教統制的力量。可以說，天海親手給江戶加上了一道又一道的封印。正因為如此，天海逝世後的300多年間，降魔的活動基本停止。
1637年（寬永十四年），島原之亂爆發，幕府軍一路潰敗，天海再次動用降魔，局勢瞬間逆轉，翌年動亂被平定。
1643年（寬永三十九年），蘆名天海去世。
1657年1月（明歷三年），因明曆大火大規模出現降魔，史上第一次有降魔出現的記載，亦是靠裏御三家使用魔神器擺平，相關文獻是「百鬼妖怪襲來之圖」。 及至十九世紀末，因星龍計劃打斷了帝都的地脈，令封印減弱，於太正初年大量出現降魔，史稱(第二次)降魔戰爭；
1804年（文政元年），在大江戶城（東京）地底發現了巨大的地下大空洞，後被命名為大江戶大空洞(魔都)
1850年（嘉永三年），星龍計劃 在大江戶大空洞開始進行，沒有人注意到此計劃會打斷帝都的地脈………
1868年（明冶元年以後）明冶維新後，東京得到了飛速的發展，但在城市的飛速建設中，天海當年設下的封印漸漸遭到破壞，降魔出現的徵兆開始顯露。然而最初出現的都是少量小型降魔，對人基本構不成威脅，因而未得到政府的足夠重視，也因此埋下了後來對降魔部隊悲劇的種子……
1918年 (大正七年)1月真宮寺一馬發動魔神器再度封印降魔。
到1924年 (大正十三年)，叉丹利用前1年天海的六破星降魔陣進一步削弱封印，引發第三次降魔戰爭。
之後的黑鬼會與D.S.社利用的都是由降魔加工而成的降魔兵器而已，已跟降魔沒什麼直接關係。

## 賢人機關
賢人機關的正式名稱是，為超越一切民族、宗教、思想結成的世界性秘密組織，對世界的經濟、政治有著舉足輕重的影響力。
其組成目的已在賢人機關的LOGO寫明： 

即是通過防衛及監視人類光明與黑闇於一身的都市和平，達成世界恆久和平。作為賢人機關的直屬部隊，星組隊員至今仍一直受賢人機關的監視。EisenKleid系列也是賢人機關委派德國Neugier公司製造的，故此星組雖然解散但實際上隊員仍以個體的身份為賢人機關工作的。
由賢人機關一手策劃、最初的都市防衛實戰部隊「星組」組成於一九一八年初，任命當時只有十二歲的天才少女Ratchet Altair為隊長。但是注重隊員個人優秀能力而忽略整體合作的星組計劃以失敗告終，同年冬天計劃被凍結。星組的事記載於秘密文件 「零號文書」。 (零式指公式上不存在之意)
賢人機關汲取了星組失敗的教訓，把戰鬥和情報收集等分工，並且更注重合作，那就是「華擊團」。(注：這些工作應該都是星組隊員自己一手包辦的，故此星組是「帝擊」的實驗組織，而非「花組」的實驗組織)
所有賢人機關成員左手中指上皆有一隻刻有表示三大宗教融和賢人機關紋章的指輪。 
目前已確定的核心成員有花小路賴桓伯爵、米田一基、政治家田沼晴義，以及屬於歐洲和平會議的「鐡壁之迫水」迫水典通駐法日本大使。藤枝楓則是賢人機關最強的探員，於1918年奉命封鎖Blumenblatt，救出雷尼・米爾西修特拉瑟，史稱Blumenblatt事件。
眾華擊團之首的賢人機關的總部位於美國紐約。

## 裏御三家
與活躍在歷史舞台上的御三家相反，裏御三家是如同國家的影子一般而存在和傳繼的謎之大家族集團，由奧州的“真宮寺”，京都的“藤堂”，西國的“隼人”所構成。
到了太正年間三家只剩下仙台的“真宮寺”(櫻的婆婆和櫻爲唯二擁有破邪血統的真宮寺後人)和藤堂的旁支“藤枝”而已。
因為是藤堂的分家，故沒有破邪之力卻繼承了神劍白羽鳥與藤堂家使命的藤枝家稱為「連藤者」

## 北辰一刀流
于幕末出現併發展的著名劍術，近代日本三大劍術流派之一，由千葉周作所創。其歷史上可謂英才輩出，很多著名的劍客和歷史人物都出自于北辰一刀流門下。
北辰一刀流認為劍道是不僅是一種技術，更是一種藝術。
在真劍勝負盛行的江戶末期，北辰一刀流改良了使用竹刀跟護具的練習方法，對現代日本劍道有較大的影響。
北辰一刀流講究的是“心技力瞬間一體”。
真宮寺家家傳的北辰一刀流似乎是一種由真宮寺龍馬改良過的“裏．北辰一刀流”，更注重實戰性和融入靈力攻擊。像破邪劍征．櫻花放神也是真宮寺家北辰一刀流的獨門奧義。

## 二劍二刀之儀 （にけんにとうのぎ）
由存在於日本的究極靈劍「二劍二刀」施行的封魔奧義。
雖在以前的降魔戰爭中，對降魔部隊的米田一基、真宮寺一馬、山崎真之介、藤枝菖蒲施行失敗，但在『櫻花大戰２』第十一話中大神一郎及真宮寺櫻卻施展成功了。 
- 真宮寺櫻執靈劍荒鷹、神劍白羽鳥
- 大神一郎執神刀滅卻、光刀無形

四柄刀劍，或由四人執一，或由二人執二以施行儀式。
此時詠唱的咒語為「神形靈鳥　無形降神」。
- 「神形靈鳥」的意思是代表四柄刀劍：
- 「神」刀滅卻　(右手)
- 光刀無「形」　(左手)
- 「靈」劍荒鷹　(右手)
- 神劍白羽「鳥」　(左手)

而「無形降神」，是指「神降臨於『無形』」。

## 破邪的血統
裏御三家代代相傳的狩獵魔物的一族的特有血統，其繼承這個血統和降魔戰鬥的歷史可以追溯到西元1500年。
繼承有破邪的血統的人擁有強大的破魔之力，其宿命也是要不斷的退治魔物直到生命的最後一刻，而裏御三家為了鎮壓魔物而化為人柱的悲劇則不斷的在歷史上重演。
正因為如此到了太正年間已經差不多死絕了。